# Уиган
Уи́ган (англ. Wigan [ˈwɪɡən]) — город в Великобритании, в метропольном графстве Большой Манчестер (до 1974 года — в составе графства Ланкашир), на реке Дуглас и канале Лидс — Ливерпуль в 24 км на юг от Престона, в 26,5 км на запад-северо-запад от Манчестера и в 28 км на восток-северо-восток от Ливерпуля. 
Уиган — самый крупный город и административный центр метрополитенского района (боро) Уиган. Население города — 81203 человек (2001), население всего муниципального района — 305600.
В некоторых русскоязычных источниках встречаются названия Виген и Уиген.

## Географическое положение

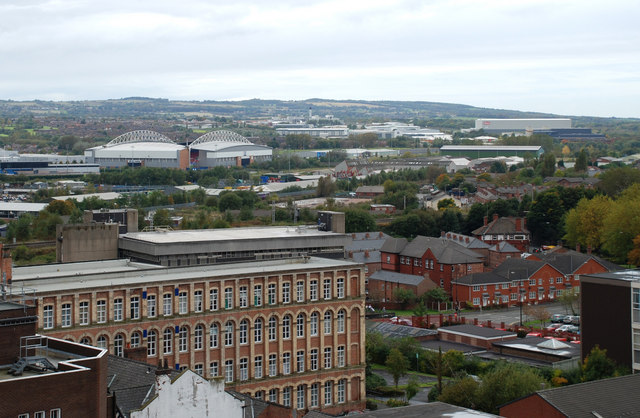
Вид Уигана со стадионом DW stadium на заднем плане

Уиган 53°32′41″ с. ш. 2°37′54″ з. д. расположен западнее и севернее Хиндли и Аштон-ин-Мейкерфилда приблизительно в 19 км западнее центра Манчестера и в 16 км на северо-восток от Сент-Хеленса.
Вокруг исторического города Уиган формируется большой город, включающий также Орелл, Инс-ин-Мейкерфилд, Стандиш и Абрам (фактически уже районы Уигана). Уиган с этими районами, а также городом Скелмерсдейл (Ланкашир) определяется национальной службой статистики Великобритании как городская территория Уигана, с общей численностью населения 166840 человек.
В Уигане, как и в большей части Великобритании, умеренный морской климат, с относительно прохладным летом и тёплой зимой. Среднее количество осадков в районе города — 806,6 мм в год (в то время как в целом по стране 1125 мм), количество недождливых дней — 140,4.

## Население
Согласно данным Национальной статистической службы Великобритании население Уигана по переписи 2001 года составляет 81 203 человека. Плотность — 4403 чел./км². Соотношение полов — 100/95,7 муж/жен. Из лиц старше 16 лет никогда не были женаты (замужем) — 28,9 %, женатых (замужем) — 45,0 %. Из 34069 домашних хозяйств Уигана 29,7 % состояли из одного человека, 38,9 % приходится на супружеские пары живущие вместе, 8,5 % — на сожителей, и 10,5 % — на одного родителя с детьми. Только 38,5 % жителей города старше в возрасте 16—74 года не имеют высшего образования (что выше среднего показателя по стране).
В 1931 году 9,4 % жителей Уигана относило себе к среднему классу (против 14 % в Англии и Уэльсе) и к 1971 году это количество увеличилось до 12,4 % (против 24 % общенациональных). В то время как в 1931 году 38,7 % уиганцев относили себя к рабочему классу (против 36 % в среднем по стране), а в 1971 году — 33,5 % (против 26 %). Такое более медленное уменьшение количества рабочих по отношению к среднему классу позволяет считать Уиган городом рабочих.
По британской переписи 2001 года 87,7 % жителей города являются христианами, мусульманами — 0,3 %, индуистами — 0,2 %, буддистами — 0,1 %, 6,2 % — атеисты, 0,1 % — исповедуют другую религию, 5,4 % — не сообщили свою религию. Город входит в англиканскую епархию католическую метрополию Ливерпуля.

## История
Название Уиган датируется VII век н. э. и первоначально означало «деревня» или «поселение». Предполагается, что название полное название города было TrefWigan и состояло из двух кельтских слов — tref (означало ферму) и имени собственного Wigan (видимо владелец фермы). В официальных документах название города записывалось по-разному. Так встречается Уиган (Wigan) в 1199 году, Уайгайн (Wygayn) в 1240 году и Уайган (Wygan).
Свидетельств о жизни людей в районе города в доисторические времена крайне мало. Однако наличие кельтских названий в окружающей местности (Брин, Макерфилд и Инс), говорит о том, что кельты жили здесь ещё в железном веке.
Первые люди, поселившиеся в районе Уигана, происходили из кельтского племени бригантов, которое в железном веке преобладало на большей части северной Британии. В I в. н. э. этот район был завоеван римлянами. В римских документах второго века упоминается поселение Коккиум (лат. Coccium), находившееся в 17 милях (27 км) от римского форта Манчестер (Мамукиум) и в 20 милях (32 км) от форта Рибчестер (Бреметеннакум). Хотя расстояния не точны, предполагают, что Коккиум — римский Уиган. Происхождение название Коккиум спорно: возможно от слова коккум (лат. coccum) — означающего алая ткань, или от кокус (лат. сocus) — повар. Найденные в Уигане римские артефакты включают монеты. и мансио (постоялый двор на римских дорогах) с собственной подземной печью и баней Но несмотря на все доказательства римского присутствия в этом районе нельзя утверждать, что Уиган расположен на месте Коккиума. Коккиум мог располагаться и на месте современной деревни Стэндиш, севернее Уигана.
В англосаксонские времена район города находился вероятно сначала под контролем Нортумбрии, а позднее Мерсии. В X веке сюда переселилась часть скандинавов, высланных из Ирландии. Факт скандинавского присутствия отражен в местных топонимах: так название района Уигана Сколз (англ. Scholes) произошло от скандинавского skali — хижины. Скандинавский след есть в названии и других улиц Уигана.

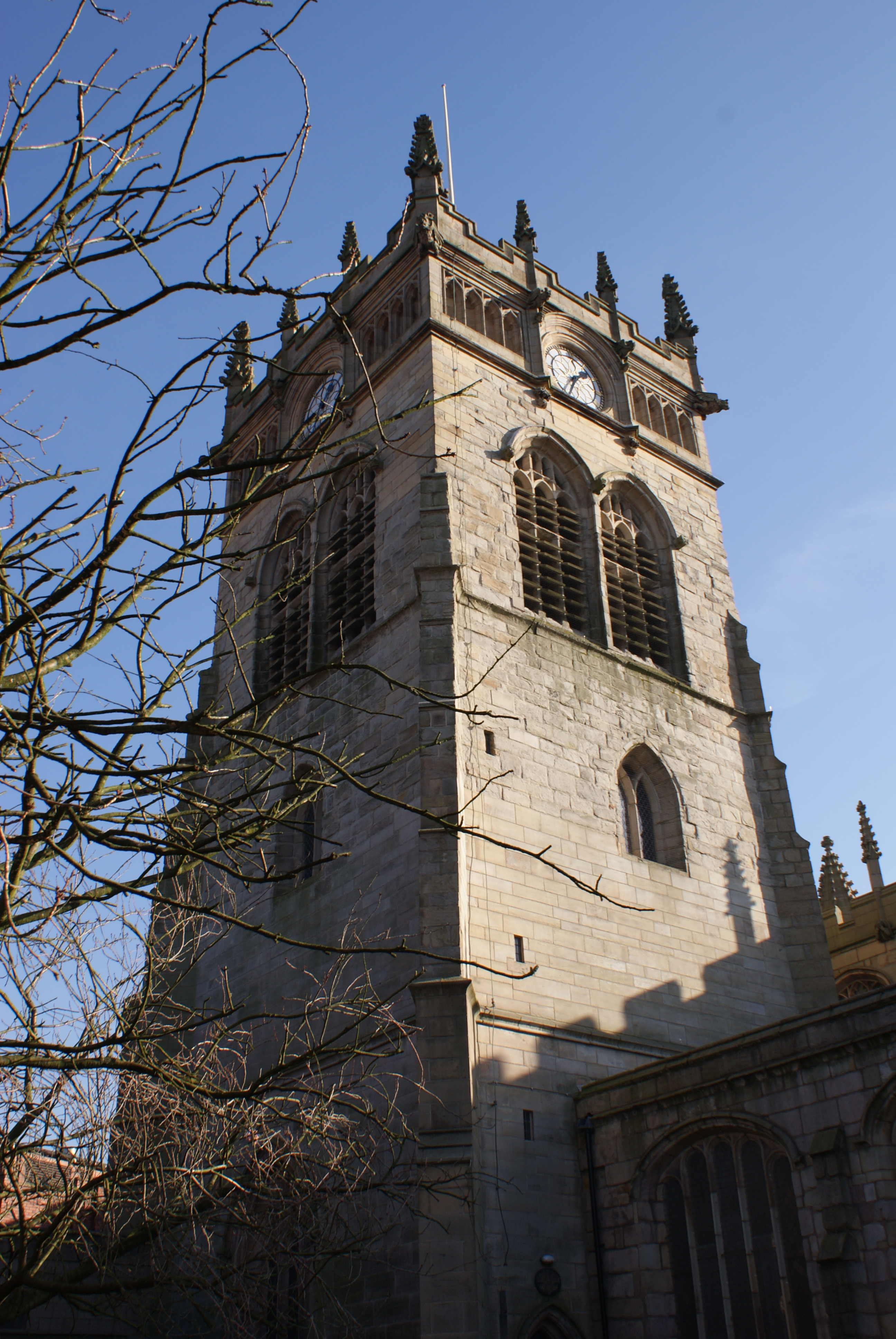
Хотя приходская церковь Уигана была упомянута в «Книге страшного суда», считается что она была построена в XV веке.

Хотя Уиган не был упомянут в «Книге судного дня» — он тогда считался частью баронства Ньюэтон (сейчас Ньютон-ле-Уилловс) — считается, что церковь в поместье Ньюэтон — это приходская церковь Уигана. Пасторы этой церкви были хозяевами поместий Уиган и Ньюэтон до XIX века. Статус города Уиган получил в 1246 году (городские права местному пастору и владельцу поместья Джону Манселу даровал Генрих III). В 1257—1258 годах город получил права на рыночный день в понедельник и организацию двух ярмарок ежегодно.
Эдуард II посетил Уиган в 1323 году, чтобы укрепить свою власть в регионе, пошатнувшуюся после восстания в Банастре в 1315 году. Эдуард остановился недалеко от монастыря Апхолланд и в течение нескольких дней возглавлял суд в городе. В Средние века Уиган расширялся и процветал. В 1536 году летописец Джон Лелэнд писал: «город Уиган столь же велик как и Уоррингтон, но лучше построен. Есть одна приходская церковь. Среди жителей есть ремесленники, торговцы и крестьяне».
Во время английской революции жители города приняли позицию короля. Джеймс Стэнли, 7-й граф Дерби, сделал город своим штабом. Несмотря на укрепления, построенные вокруг города, Уиган был захвачен парламентскими войсками 1 апреля 1643 года. Граф Дерби отсутствовал во время атаки на город. В 1648 году роялисты во главе с Джеймсом Гамильтоном, первым герцогом Гамильтоном, заняли Уиган после поражения от Оливера Кромвеля при Престоне. Солдаты ограбили город и отступили к Уоррингтону. Сам Кромвель описывал Уиган как «большой, плохой и очень злой город».

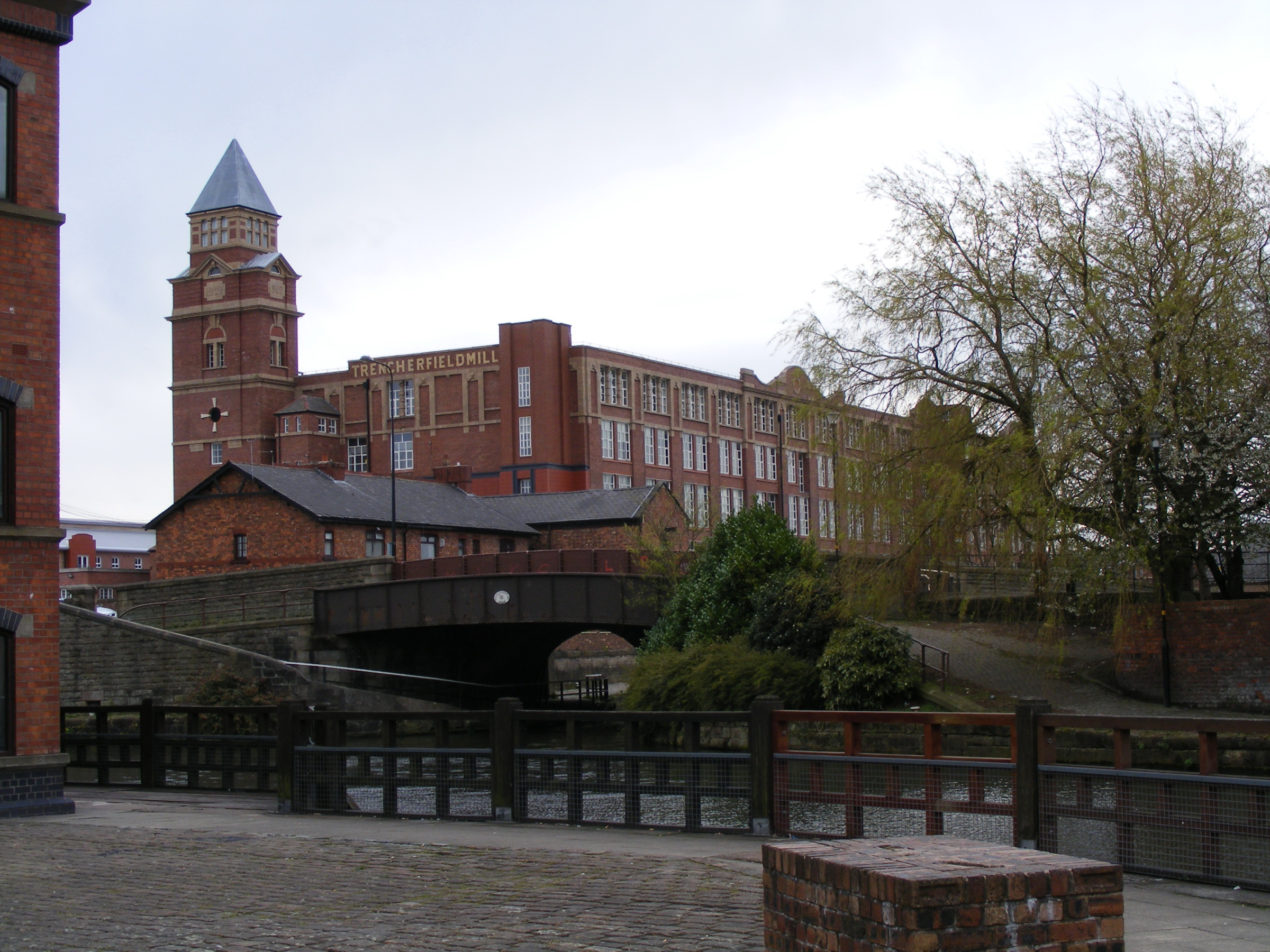
Завод Тренчерфилд — один из старых заводов Уигана, модернизированных в наше время

25 августа 1651 года во время английской революции состоялся бой в переулке Уиган, в котором подразделения новой образцовой армии разбили роялистов. Сейчас в переулке Уиган стоит памятник сэру Томасу Тилдесли, роялисту погибшему в этом сражении.
В 1698 году в Уигане побывала путешественница Целия Финнес и описала город, как «симпатичный рыночный городок из камня и кирпича». Благодаря статусу Уигана как центра угольного производства и текстильной промышленности здесь в 1740-х годах появилась канализация (Douglas Navigation), а позже, в 1790-х годах, был немного перестроен канал Лидс-Ливерпуль (чтобы была возможность транспортировки угля на заводы Уигана и более эффективно сбывать местную продукцию). Как заводской город Уиган был важным текстильным центром во время промышленной революции. Однако хлопчатобумажные ткани здесь стали делать только в 1800-х, чтобы было связано с отсутствием неподалёку быстрых рек. Уже 1818 году в районе Уоллгейт было 8 хлопкопрядильных фабрик. Эти заводы получили дурную славу из-за своих опасных и невыносимых условий, низкой заработной платы и использования детского труда. В 1854 году в районе Уигана работали 54 угольные шахты (шестая часть всех шахт Ланкашира).
В 1830-х в Уигане появилась железная дорога (был связан с Престоном, Манчестером и Ливерпулем). С конца XIX века Уиган был крупным центром хлопчатобумажного производства и оставался им до середины XX века. В 1911 году Уиган описывали так: «промышленный город… промзона занимает большую часть города, а его фабрики и заводы наполняют атмосферу дымом». Однако текстильная промышленность Уигана не смогла оправиться после Второй мировой войны. Последняя хлопкопрядильная фабрика — Мэй Милл — закрылась в 1980 году.
В 1937 году Уиган был описан в рассказе Джорджа Оруэлла «Дорога на причал Уигана», где описывается жизнь бедных английских рабочих.

## Политика
С 2004 года Уиган разделён на 5 избирательных округов (всего в муниципальном районе Уиган их 25), в каждом из которых избирают трёх членов Совета муниципального района (всего 75). Это округа Дуглас, Пембертон, Центральный Уиган, Западный Уиган и Уорсли Меснес. Этот совет осуществляет местное самоуправление.
Исторически Уиган был частью округа Ньютон, позже ставшего частью округа Западный Дерби. Старинный приход Всех Святых Уигана состоял из нескольких городков, которые стали независимыми гражданскими округами с 1866 года.
26 августа 1246 года Уигану была пожалована Королевская грамота, доровавшая ему права свободного города (Манчестер такую грамоту получил только в 1301 году). Как свободный город он был представлен в Образцовом парламенте Эдуарда I двумя бюргерами — почетными жителями города. Считается, что первые выборы мэра города прошли в 1350 году, после подтверждения Королевской грамоты. Выборы происходили следующим образом: избирались три бюргера из которых лорд выбирал одного, который был мэром Уигана в течение года.
Между владельцем поместья и городком шла конкуренция за власть. Так в 1328 году владелец поместья жаловался, что бюргеры содержат частные рынки от которых он не получает дохода. В XVI веке противостояние продолжилось с епископом Стэнли, который считал, что налоги с продаж должен собирать лорд. В 1583 году город пытался узурпировать власть лорда, так как по сути выполнял его обязанности: благоустраивал неиспользуемые и общинные земли, выдавал разрешения на использование этих земель. В этом противостоянии был достигнут компромисс разделением власти между сторонами.
Согласно муниципальному закону 1835 года город получил мировой суд, муниципалитет (из сорока человек) и был разделен на 5 районов (каждый район в муниципалитете представляли два олдермена и шесть советников). Местный приходской священник имел права лорда до 2 сентября 1861 года, когда город выкупил эти права. Закон 1888 года определял все города с населением более 50000 человек как «графские города», имеющие права как города так и графства. Уиган стал «графским городом» 1 апреля 1889 года, получив независимость от совета Ланкаширского графства. Были изменены границы районов: их стало 10 (каждый избирал одного олдермена и трех советников). В 1904 году к Уигану был присоединены городок Пембертон и добавлены ещё 4 района. В 1974 году «графский город Уиган» был упразднен, а его территория стала частью муниципального района Уиган.
Уиган находится на территории Уиганского парламентского избирательного округа, который был преобразован в 1547 году. С 1640 года по 1885 год (издан закон «О перераспределении мест в Парламенте») округ избирал двух депутатов, после 1885 года — одного. С 1918 года на выборах в округе побеждает Лейбористская партия. С 1999 года Уиган в парламенте представляет Нейл Тёрнер.

## Экономика
| Сравнение занятости населения в Уигани и в Великобритании | Сравнение занятости населения в Уигани и в Великобритании | Сравнение занятости населения в Уигани и в Великобритании | Сравнение занятости населения в Уигани и в Великобритании |
| --------------------------------------------------------- | --------------------------------------------------------- | --------------------------------------------------------- | --------------------------------------------------------- |
| Перепись населения Великобритании 2001                    | Уиган                                                     | Уиган (район)                                             | Англия                                                    |
| Трудоспособное население                                  | 59 215                                                    | 220 196                                                   | 35 532 091                                                |
| Полная занятость                                          | 40,7 %                                                    | 41,7 %                                                    | 40,8 %                                                    |
| Частичная занятость                                       | 12,7 %                                                    | 11,9 %                                                    | 11,8 %                                                    |
| Работающие на себя                                        | 5,3 %                                                     | 6,2 %                                                     | 8,3 %                                                     |
| Безработные                                               | 3,7 %                                                     | 3,2 %                                                     | 3,3 %                                                     |
| Пенсионеры                                                | 14,0 %                                                    | 13,7 %                                                    | 13,5 %                                                    |

Согласно переписи населения Великобритании 2001 года работающее население города в возрасте 16-74 лет было занято: оптовая и розничная торговля — 22,4 %, промышленность — 18,8 %, здравоохранение и социальная сфера — 10,2 %, строительство — 8,6 %, недвижимость и обслуживание бизнеса — 8,0 %, транспорт и связь — 7,4 %, образование — 6,5 %, государственная администрация — 5,2 %, гостиницы и рестораны — 4,1 %, финансовая сфера — 2,7 %, энерго- и водоснабжение — 0,7 %, сельское хозяйство — 0,4 %, горная промышленность — 0,1 %, другая — 4,8 %. По сравнению с общенациональными показателями в Уигане больше занятых в торговле (в целом по Великобритании — 16,9 %) и производстве (в Великобритании — 14,8 %)и меньше в сельском хозяйстве (в Великобритании — 1,5 %).

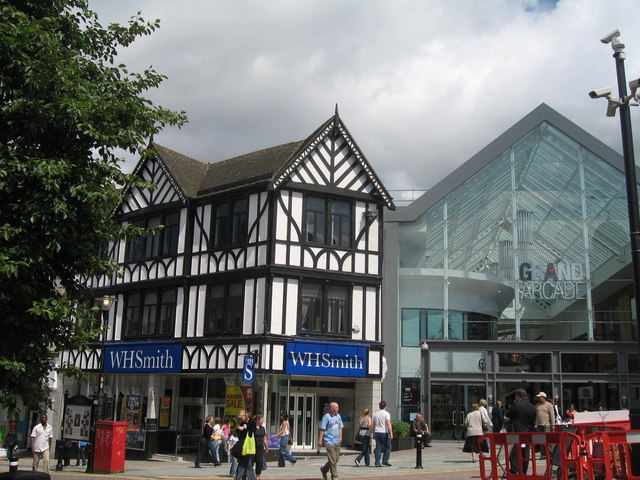
Рыночная площадь и торговый центр «Grand Arcade»

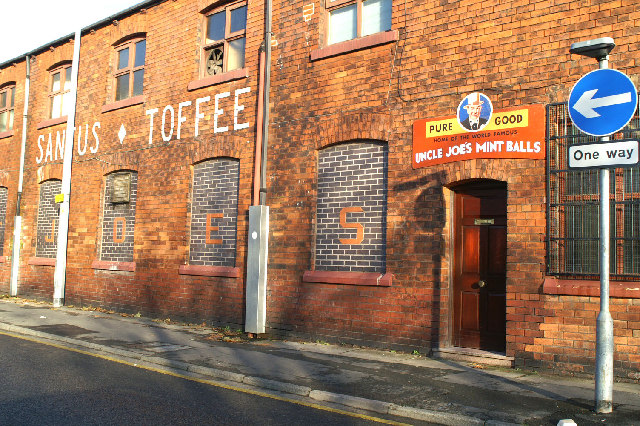
Фабрика в Уигане, где производятся шоколадные шарики Uncle Joe’s

На месте старой электростанции 22 марта 2007 года в Уигане был открыт торговый центр «Grand Arcade», стоимостью 120 миллионов фунтов стерлингов. Его постройка началась в 2005 году на месте Казино Уиган и Ритца. Развивается район пирса Уигана согласно 10-летнему плану под названием «Wigan Pier Quarter». Согласно этому плану будет отреставрирован и перепланирован завод Тренчерфилд. В нём будет располагаться гостиница, ресторан, кафе, магазины и 200 квартир. Также в районе пирса планируется построить новый плавательный бассейн, центральную и детскую библиотеку. Были планы строительства 18-этажного жилого здания «Tower Grand», но из-за спада на рынке недвижимости в 2008 году строительство отложено.
На месте старой электростанции Westwood недавно был создан деловой центр Westwood. В будущем планируется на большей части площади принадлежащей компании Wigan MBC (220.000 м²) в сотрудничестве с китайской государственной компанией Chinamex создать текстильный центр (предополагаемая стоимость строительства 125 млн фунтов стерлингов). Этот центр даст приблизительно дополнительную 1.000 рабочих мест. В Уигане имеет своё представительство сеть букмекерских контор Tote, дающая 300 рабочих мест. Здесь расположен завод пищевой промышленности бренда «H. J. Heinz», крупнейший в Европе. В Уигане Джоном Джарвисом Бротоном была основана компания JJB Sports, общенациональная сеть розничных магазинов спортивной одежды (позднее JJ Bradburn), которая была выкуплена и расширена бизнесменом Дэвидом Уиланом . В Уигане также базируются Girobank и кондитерская фабрика William Santus & Co. Ltd, производитель шоколадных шариков Uncle Joe’s.

## Транспорт

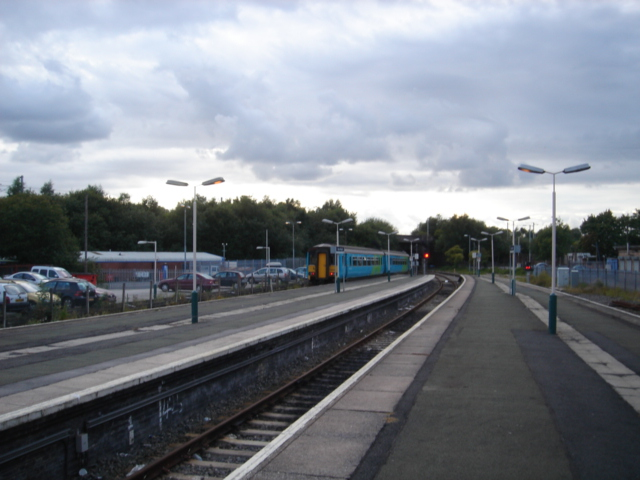
Станция Уиган Уоллгейт

Уиган находится на пересечении дорог А49 и А577, которые связаны с автострадами М6, М61 и М58. Из-за увеличения количества автотранспорта в последние годы это дороги в течение дня были переполнены. Это связано с географическим положением города, расположением рек и железнодорожных путей, которые мешают строительству новых дорог.

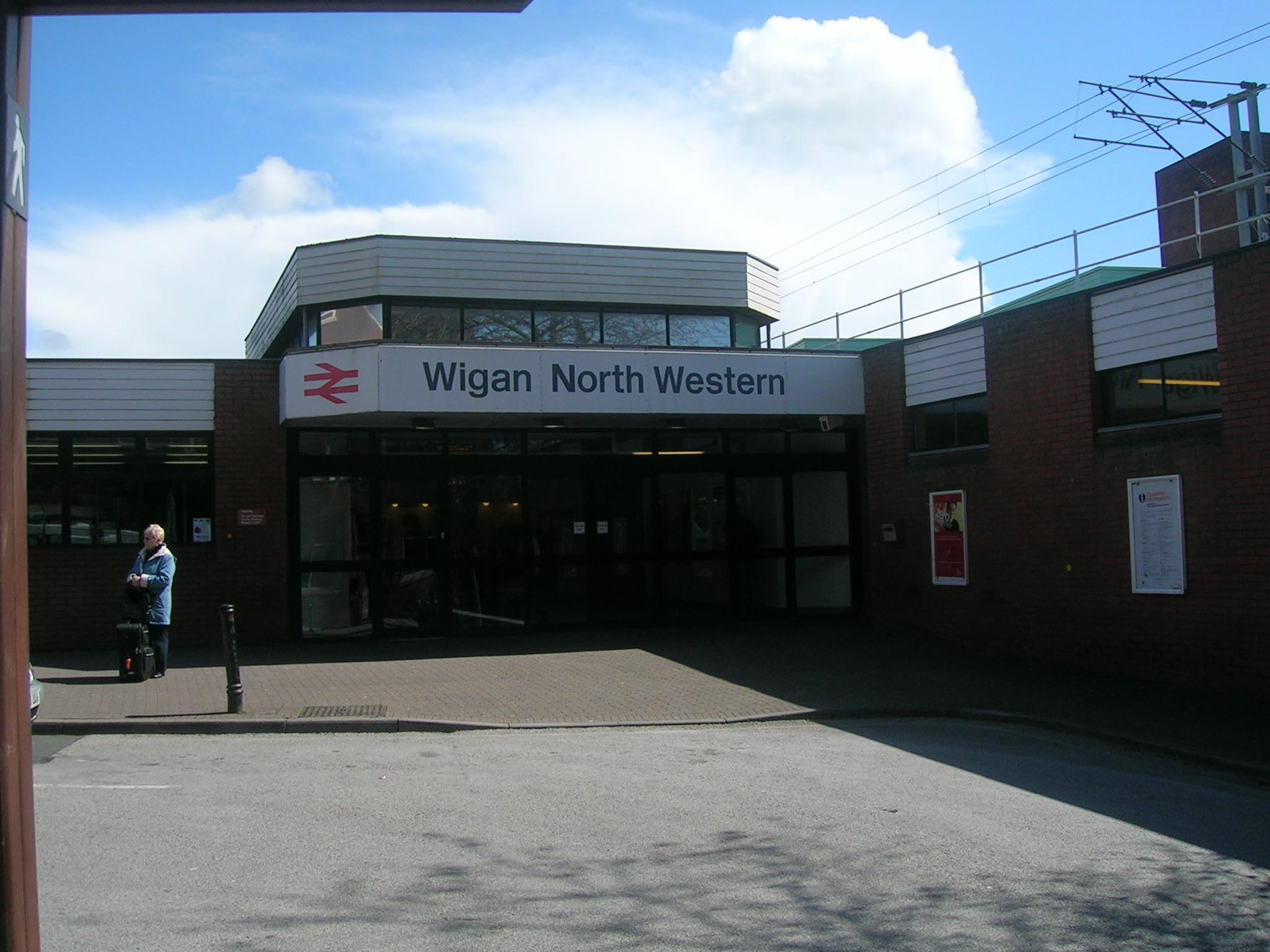
Вход на станцию Уиган Норт Вестерн

В Уигане есть две железнодорожные станции. Они расположены через улицу друг от друга в районе Уоллгейт в южной части города. Станция Уиган Норт Вестерн обслуживает электрифицированное направления север-юг главной магистрали западного побережья. Компания «Вирджин Трэйнс» обеспечивает рейсы в Эустон (Лондон), Бирмингем, Ланкастер, Карлайл, Эдинбург и Глазго; «Нозерн Рэйл» к Блэкпулу и Престону, а также местные рейсы в направлении Сент-Хеленса и ливерпульской станции Лайм Стрит. Вторая станция Уигана — Уолгейт — обслуживает направления на восток и запад от Уигана. Здесь «Нозерн Рэйл» обеспечивает поезда к Саутпорту и Киркби (имеется связь с вокзалом Сентрал в Ливерпуле). Частные местные компании обеспечивают связь с Болтоном и Манчестером (вокзалы Виктория и Пикадилли), а также Аэропорт Манчестер, Стокпорт, Олдем и Рочдейл. Станция Пембертон обслуживает район Уигана Пембертон.
Сеть местных автобусов координируется компанией GMPTE. Автобусное обслуживание на большие расстояния осуществляет компания National Express. Автобусными перевозками занимаются также мелкие местные компании: First Manchester, Arriva, South Lancs Travel и Stagecoach North West. На канале Лидс-Ливерпуль располагается пристань Уиган. У канала есть ответвление Уиган-Ли, соединяющееся с каналом Бриджуотер (связывает Уиган с Манчестером).

## Достопримечательности

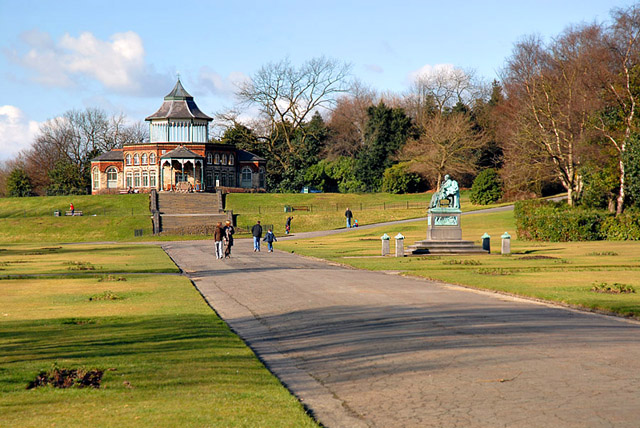
Павильон в парке Меснес в Уигане

История Уигана отражена в его 216 старых зданиях, 20-ти из которых присвоена марка II*. Единственным охранеяемым памятником в городе является Крест Мэб (англ. Mab's Cross) (всего в муниципальном районе Уиган охраняемых памятников 12). Это средневековый каменный крест, построенный вероятно в XII веке. По легенде леди Мэйбл Брэдшоу, жена сэра Уильяма Брэдшоу, раз в неделю босой совершала прогулку от своего дома (Haigh Hall) к этому кресту, чтобы искупить двубрачие. Подтверждений этому факту нет. Современный Haigh Hall был построен в 1827—1840 годах на месте поместья с таким же названием, которое было уничтожено в 1820 году. Дом окружен парком, площадью около 1 км², в котором есть как естественные так и парковые насаждения.

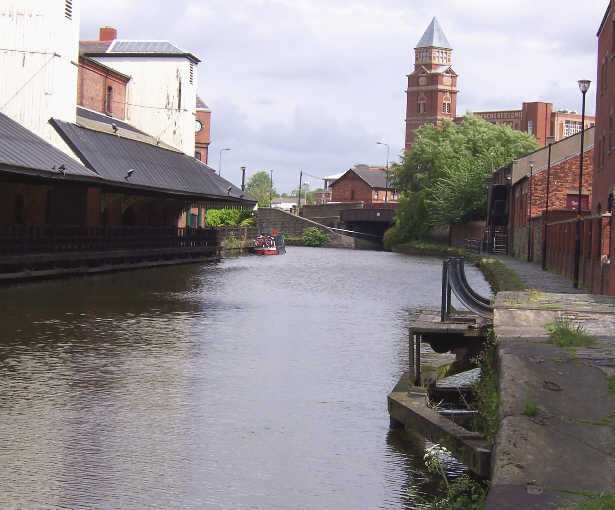
Реконструированный пирс Уигана

Парк Меснес был построен по проекту архитектора Джона Макклина и открыт в 1878 году. Парк расположен на площади в 12 га на северо-запад от центра Уигана. В центре парка есть павильон и озеро. Ежегодно парк посещают 2 млн человек и здесь проходит Всемирный фестиваль Уигана.
Также достопримечательностями Уигана являются:
- Уиганский пирс
- Завод Тренчерфилд
- Галерейный торговый центр (англ. Galleries Shopping Centre)
- Ратуша Уигана
- Старое здание рынка
- Военный мемориал.

Уиган является родиной ежегодного чемпионата по поеданию пирожков (англ. World Pie Eating Championship). Обычно он проводится в баре «Harry’s Bar» в Уоллгейте, Уиган. Соревнования проводятся с 1992 года, а с 2007 года в нём также участвуют вегетарианцы. Название получил от всеобщей забастовки 1926 года, когда шахтёры Уигана были вынуждены есть «пирог унижения».

## Культура

### Образование
В Уигане расположены следующие колледжи: Уинстенли, Св. Джон Ригби, Раншоу и Уиган и Ли колледж. Они предлагают широкий набор как академических так и профессионально-технических курсов. Среди школ известны: Стэндиш Комьюнити Хай Скул, Сент-Питерс Католик Хай Скул, Динери Хай Скул, Сент-Джон Фишер Католик Хай Скул, Абрахам Гуэст Хай Скул, ПЕМБЕК Хай Скул, Шевигтон Хай Скул, Роуз Бридж Хай Скул, Ап Холланд Хай Скул, Хиндли Комьюнити Хай Скул, Байркхолл Хай Скул, Ауэ Лэйди Куинн оф Пис РС Хай Скул, Сент-Эдмунд Арроусмит Католик Хай Скул и Хоукли Холл Хай Скул.

### Спорт

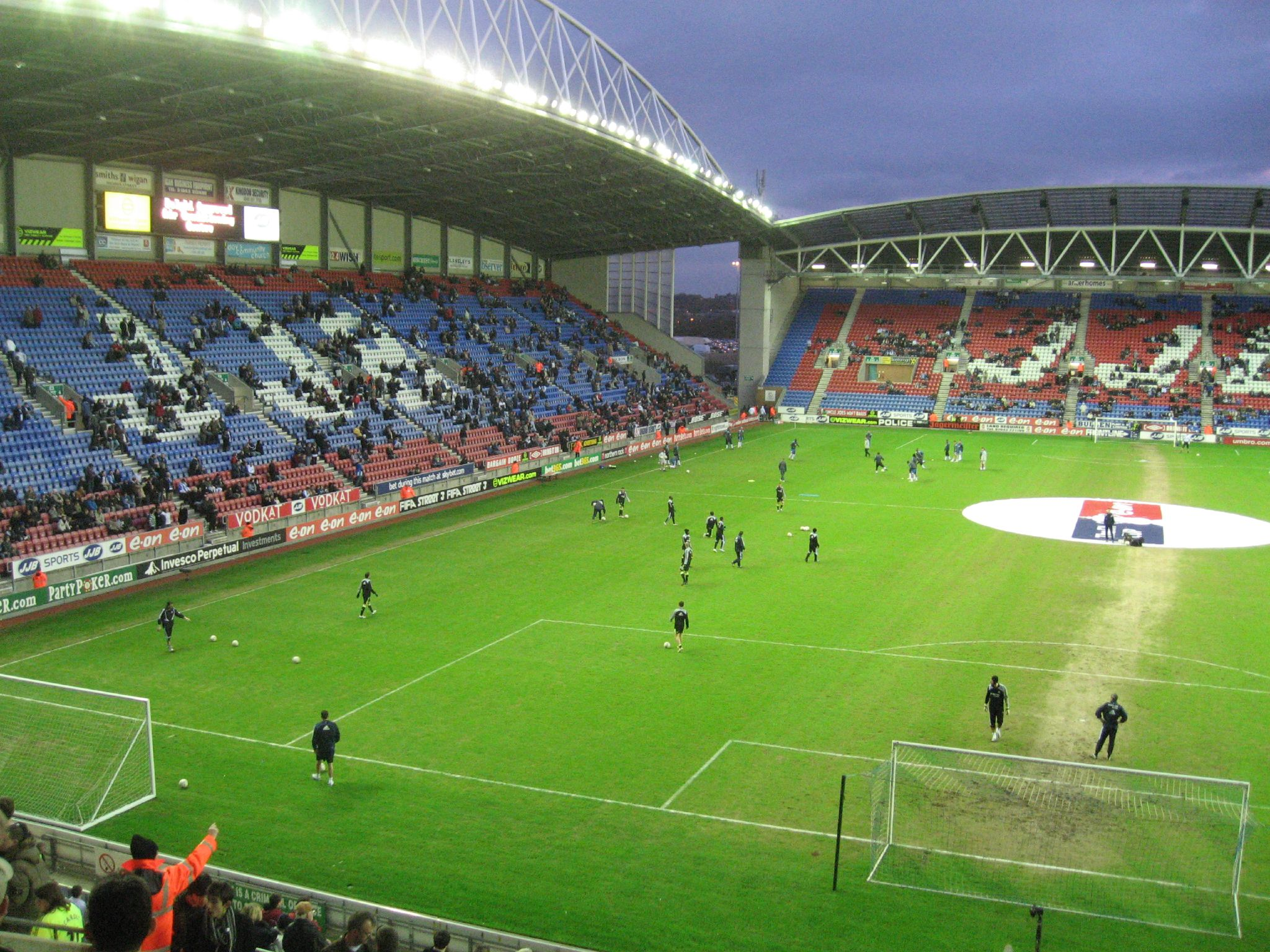
Уиган Атлетик и Уиган Уэрриорз делят DW Stadium.

Наиболее популярными игровыми видами спорта в Уигане являются футбол и регби. Здесь базируются футбольный клуб Уиган Атлетик и регбийный Уиган Уэрриорз. Они проводят свои матчи на стадионе DW Stadium (до августа 2009 года он носил название «JJB Stadium».). Стоимость строительства стадиона оценивается в 30 млн фунтов стерлингов Открытие состоялось в 7 августа 1999 года (матч второго дивизиона Уиган Атлетик — Сканторп Юнайтед 3:0.) Вместимость стадиона — 25 000 зрителей. До переезда на новую арену Уиган Атлетик и Уиган Уэрриорз играли на Спрингфилд Парк (сейчас на месте стадиона жилые кварталы) и Сентрал Парк соответственно.
Первый профессиональный футбольный клуб города — Уиган Боро — был организован в 1920 году и стал одним из основателей Третьего Дивизиона в сезоне 1921/22 (играл в Северной группе). В сезоне 1931/32 команда снялась с соревнований. Футбольный клуб Уиган Атлетик был основан в 1932 году и избран в Английскую лигу. По итогам сезона 2004/2005 клуб вышел в Премьер-лигу, где играет до сих пор. В 2006 году Уиган Атлетик стал финалистом Кубка Лиги (в финале проиграли Манчестер Юнайтед 4:0.)11 мая 2013 года Уиган выиграл первый трофей в своей истории — Кубок Англии. В финале был повержен Манчестер Сити со счетом 1:0. В городе есть ещё одна футбольная команда — Уиган Робин Парк (играет в 10-м по уровню английском футбольном дивизионе — Норт-Вест Каунти Лига, Дивизион 1).
Плавательный бассейн международного стандарта в центре Уигана сейчас находится на реконструкции (окончание её ожидается в 2011 году). Бассейн был построен в 1966 году. В бассейне тренировались олимпийцы, в том числе медалистка Джун Крофт (бронза в 1984 году в Лос-Анджелесе и серебро в 1980 году в Москве).
В Уигане есть команда Уиган Уорлордз по хоккею на роликах в возрасте до 16 лет, которая является чемпионом Англии и бронзовым призёром чемпионата Европы.

### Музыка

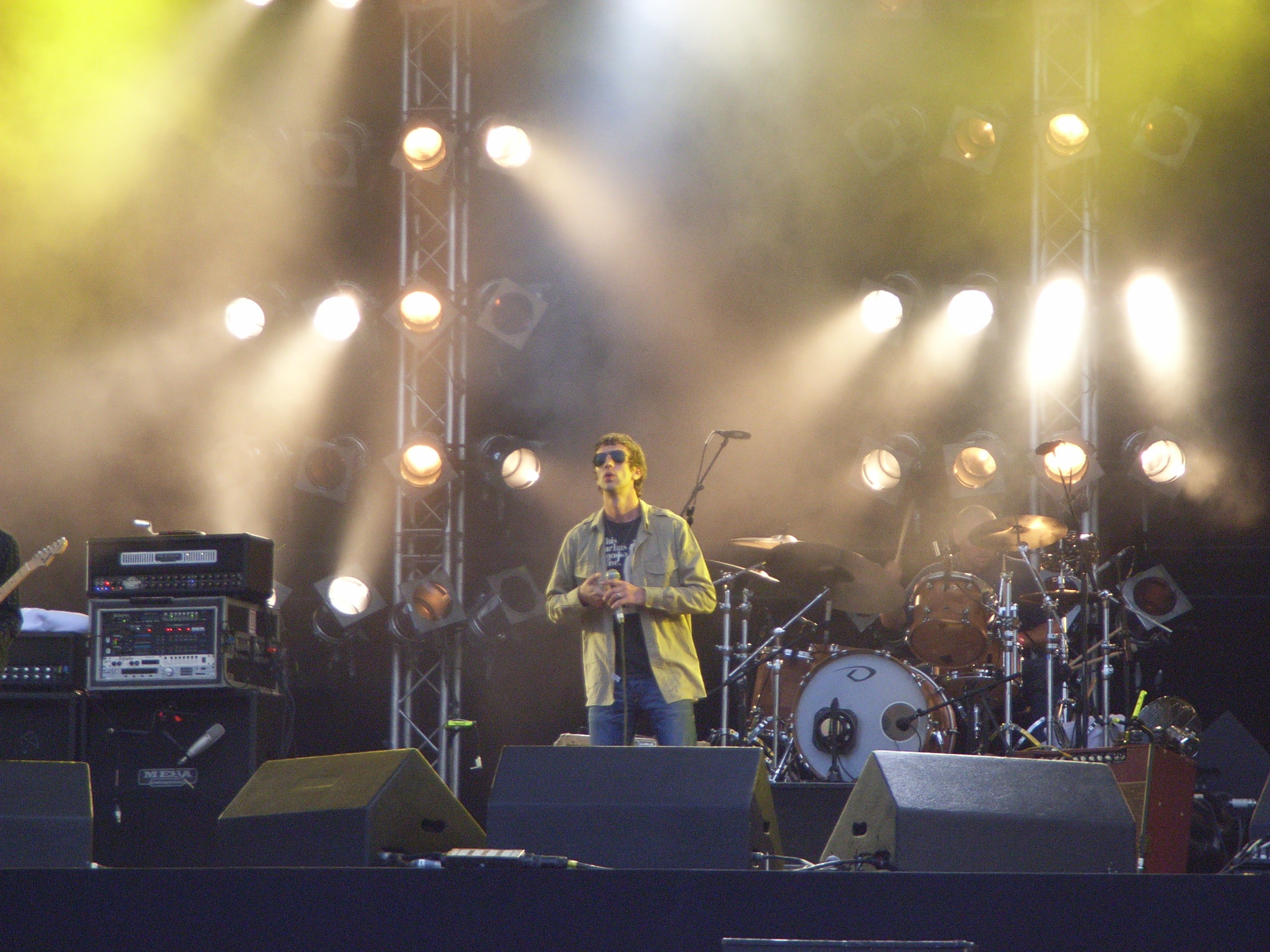
The Verve на концерте в 2008 году

Уиган известен своей популярной музыкой. Наиболее известные исполнители — отец и сын Джордж Форнби. Здесь же появилась труппа танцоров «Восемь ланкаширских парней», в которой дебютировал Чарли Чаплин. Местные группы получившие известность (на английском уровне): The Verve, The Ting Tings, The Railway Children, Witness, The Tansads, Limahl с группой Kajagoogoo и (совсем недавно) Starsailor. Самая известная The Verve (одна из самых успешных в Великобритании в 1990-х годах) имела успех и за рубежом (в частности была участницей фестиваля Lollapalooza). Участники группы встретились во время обучения в колледже Уинстенли.
В 1973—1981 годах в Казино Уиган находилась дискотека «Empress Ballroom». В 1978 году журналы Billboard и American music magazine назвали Казино Уиган лучшей дискотекой в мире. В 1982 году здесь случился пожар и здание было уничтожено.

## Известные горожане
- Даррен Алмонд — художник.
- Дженнифер Джеймс — актриса.
- Иэн Маккеллен — актёр, мастер шекспировского репертуара.
- Теодор Мейджор — художник.
- Дэйв Уилан — бывший профессиональный футболист, владелец Уиган Атлетик.
- Джерард Уинстенли — руководитель движения диггеров в Англии.
- Элиза Уинстенли (1818—1882) — австралийская актриса и писательница.
- Ричард Эшкрофт — музыкант, лидер рок-группы The Verve